# Nubra (Shyok)
Der Nubra ist ein 97 km langer rechter Nebenfluss des Shyok im indischen Teil des Karakorum-Gebirges.

## Verlauf
Der Nubra wird vom Siachen-Gletscher gespeist. Der Fluss durchströmt ein Hochgebirgstal in südsüdöstlicher Richtung. Flankiert wird das Tal vom Saser Muztagh im Osten sowie vom Gebirgsmassiv der Saltoro-Berge im Osten. Das Flusstal bildet die Trennlinie zwischen „Kleinem Karakorum“ (im Westen) und „Großem Karakorum“ (im Osten). Der Nubra mündet in der Nähe von Diskit in den Shyok. Das Flusstal des Shyok im Umkreis der Nubra-Mündung wird als „Nubra-Tal“ bezeichnet. Eine Straße führt entlang dem Flusslauf des Nubra. Das Einzugsgebiet umfasst etwa 4370 km².